# 한국스포츠경제
한국스포츠경제는 대한민국의 경제·스포츠 관련 신문이다. 한국일보에서 2015년 3월 2일에 창간되었다.